# Crátero (historiador)
Crátero (Griego: Κρατερός; 321– c. 263 a. C.)  fue un historiador macedonio. A pesar de que la identificación no está confirmada por ninguna fuente, probablemente fuera hijo de Crátero (general de Alejandro Magno) y su mujer Fila. Por el tercer matrimonio de su madre se convirtió en hijastro de Demetrio Poliorcetes y en medio-hermano de Antígono II Gónatas. Cuándo Antígono accedió al trono de Macedonia, Crátero fue nombrado gobernador de Corinto y Calcis. Gobernó lealmente Corinto hasta su muerte. Crátero tuvo un hijo llamado Alejandro que consiguió el gobierno de Corinto y Eubea después de la muerte de su padre, pero alrededor del 253 a. C. desafió la supremacía macedonia y buscó la independencia como tirano.
Como historiador, Crátero se distinguió como compilador de documentos relativos a la historia de Ática. Coleccionó inscripciones áticas, conteniendo decretos del pueblo (psephismaton synagoge)..